# Sphaerosporella brunnea
Sphaerosporella brunnea är en svampart som först beskrevs av Alb. & Schwein., och fick sitt nu gällande namn av Svrcek & Kubicka 1961. Sphaerosporella brunnea ingår i släktet Sphaerosporella och familjen Pyronemataceae.  Arten är reproducerande i Sverige. Inga underarter finns listade i Catalogue of Life.